# 神道政治連盟
神道政治連盟（しんとうせいじれんめい）は、日本の政治団体。略称名は神政連。神社界を母体として1969年11月8日に結成された神社本庁のロビー活動団体である。

## 概要

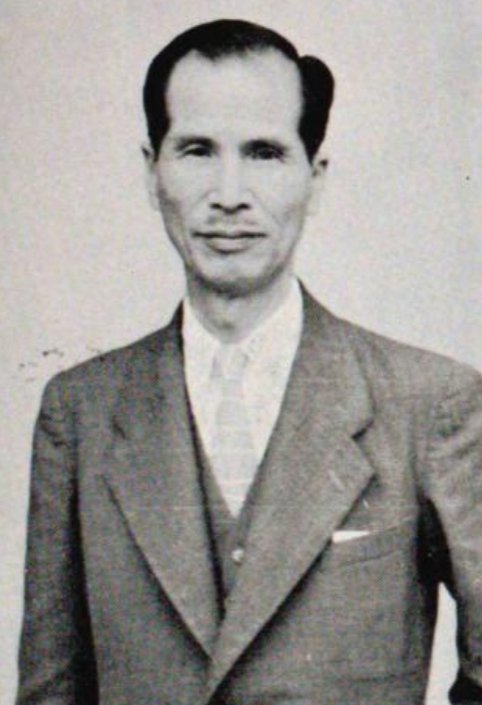
初代会長の上杉一枝

神社界を中心に構成される政治団体で、「世界に誇る日本の伝統や文化を後世に正しく伝えること」「日本らしさ、日本人らしさを回復し、私達が生まれたこの国に自信と誇りを持つことが出来るよう、神道の精神に基づいて憲法改正など様々な運動に取り組んでい」くことを活動目的としている。全ての都道府県に本部を持ち、東京都渋谷区代々木の神社本庁内に中央本部を置く。
1966年に行われた神社審議会の答申の後、1968年の「神道政治連盟（仮称）準備委員会規則案」では神職の議員を参議院に送り込むことが謳われたが、1970年の推薦の基準では「当分の間独自の候補を立てず、従来の神社関係議員を中心に推薦応援する」とされ、既存政党の議員や候補者を推薦する傾向にあった。
1969年11月8日に設立。初代会長は飛騨一宮水無神社宮司から岐阜県神社庁長官を経て務めた上杉一枝。設立時の規約第4条によれば、連盟は事業として綱領の実現にむけて、政治に関する諸問題の研究調査並びに啓蒙普及・機関紙及び諸印刷物の発行・講演会の開催・選挙を通じて議員を国会その他に送ることを行う。会員は綱領に賛同し会費を納める満20歳以上の者及び法人から構成される。同年12月27日に行われた第32回衆議院議員総選挙で神道政治連盟は23人の候補者を推薦し、そのうち19人が当選した。
1970年5月11日、神政連の趣旨に賛同する日本の国会議員からなる議員連盟として、「神道政治連盟国会議員懇談会」が結成された。
設立当時は政治団体だったが、改正政治資金規正法との兼ね合いで1995年に政治団体としては解散し、以後は任意団体として活動している。
2001年7月の参議院議員選挙に際しては、有村治子、尾辻秀久、桜井新の3人の比例区候補者を支援。いずれも当選を果たした。
2016年、長曽我部延昭が会長を退任。新会長に打田文博が就任した。
2019年7月の参議院議員選挙に際しては、総務会長の藤原隆麿が神政連選対本部長を務め、4選を目指す有村を支援した。
2021年10月1日発行の機関紙『神政連レポート 意』No.215に、弘前学院大学教授の楊尚眞による論評「同性愛と同性婚の真相を知る」が掲載される。2022年6月13日に神道政治連盟国会議員懇談会が参院選に際し都内のホテルで開いた会合で、当該論評が掲載された冊子が配布されると、同年7月4日、当事者団体の全国組織「LGBT法連合会」が抗議声明を発表し、当事者らは永田町の自民党本部前に集まり、抗議活動を行った。

## 日本会議との関係
1997年5月に発足した保守主義団体「日本会議」との密接な関係が指摘されている。下記のとおり神道政治連盟の役員の多くは日本会議の役員・幹部を兼職している。
| 氏名         | 職歴等                   | 神道政治連盟   | 日本会議                   | 【出典】      |
| ------------ | ------------------------ | -------------- | -------------------------- | ------------- |
| 服部貞弘     | 岩津天満宮名誉宮司       | 会長           | 日本会議顧問               | [ 19 ] [ 20 ] |
| 宮崎義敬     | 忌宮神社宮司             | 会長           | 日本会議代表委員           | [ 20 ]        |
| 長曽我部延昭 | 伊豫豆比古命神社名誉宮司 | 会長           | 日本会議代表委員           | [ 11 ]        |
| 打田文博     | 小國神社宮司             | 会長           | 日本会議代表委員           | [ 21 ]        |
| 服部憲明     | 岩津天満宮宮司           | 副会長         | 日本会議愛知県本部代表委員 | [ 22 ] [ 23 ] |
| 徳川康久     | 靖国神社宮司             | 事務局長       | 日本会議代表委員           | [ 24 ]        |
| 大原康男     | 宗教学者                 | 政策委員       | 日本会議政策委員           | [ 25 ]        |
| 百地章       | 法学者                   | 政策委員       | 日本会議政策委員           | [ 26 ]        |
| 伊藤哲夫     | 政治活動家               | 政策委員       | 日本会議政策委員           | [ 13 ]        |
| 星野和彦     | 戸隠神社宮司             | 新潟県本部長   | 日本会議新潟県本部事務局長 | [ 27 ] [ 28 ] |
| 田中恆清     | 神社本庁総長             | 京都府本部長   | 日本会議副会長             | [ 29 ] [ 21 ] |
| 衞藤恭       | 片山神社宮司             | 大阪府本部長   | 日本会議大阪運営委員長     | [ 30 ]        |
| 柳澤忠麿     | 大阪護國神社宮司         | 大阪府本部長   | 日本会議大阪運営委員長     | [ 31 ]        |
| 本名孝至     | 伊弉諾神宮宮司           | 兵庫県本部長   | 日本会議兵庫運営委員長     | [ 32 ]        |
| 竹間宗麿     | 高良大社宮司             | 福岡県本部長   | 日本会議福岡参与           | [ 33 ] [ 34 ] |
| 川上親昌     | 鹿児島神宮宮司           | 鹿児島県本部長 | 日本会議鹿児島会長         | [ 35 ]        |

このほか、神政連・日本会議の双方に議員連盟があり、「神道政治連盟国会議員懇談会」と「日本会議国会議員懇談会」の参加議員の重複も多い。神政連も日本会議も目指す国家像は重複し、復古的・右翼的な主張を繰り返す。ただし、神政連が“選挙応援団体”に留まっているのに対し、日本会議は明確な右翼イデオロギーを掲げた“国民運動団体”であるとする意見もある。

## 主張・活動

### 現在の主張・活動
「日本に誇りと自信を取り戻すためさまざまな問題に取り組んでいます」という言葉を公式サイトに掲げ、以下の主張と活動を行う。
- 新憲法の制定[39]。「戦後日本の歪められた精神を一刻も早く回復するため」悲願である憲法改正の運動に神政連は尽力してきたと述べる[40]。
- 靖国神社に祀られる英霊に対する国家儀礼の確立[1]。
- 天皇男系維持[39]。
- 女性宮家創設に反対[39]。2011年11月25日に藤村修官房長官が女性宮家創設の検討に言及した際[41]、藤村を「無知」と批判した[42]。
- 東京裁判の否定[39]。
- 日本の過去の戦争を侵略戦争ではなく「アジア解放の戦争」と位置付ける[43]。
- 戦後の日本は「物質的に豊かになったが、思い遣りやいたわりの心を欠く個人主義的な傾向が強まった」社会であると主張[44]。
- 夫婦別姓制度の危険性を主張[45]。
- 北方領土や竹島、尖閣諸島などを自身で守れる社会をめざす[1]。
- 教育勅語を「普遍的な徳目が凝縮されている」と賛美し、普及活動に務める[46]。会員大会では開会時に教育勅語を朗読する[47]。

### 設立時の綱領
設立時（1969年）の綱領は以下の5項目。
- 神道の精神を以て、日本国国政の基礎を確立せんことを期す。
- 神意を奉じて経済繁栄、社会公共福祉の発展をはかり、安国の建設を期す。
- 日本国固有の文化伝統を護持し、海外文化との交流を盛んにし、雄渾なる日本文化の創造発展につとめ、もつて健全なる国民教育の確立を期す。
- 世界列国との友好親善を深めると共に、時代の幣風を一洗し、自主独立の民族意識の昂揚を期す。
- 建国の精神を以て、無秩序なる社会的混乱の克服を期す。

## 選挙応援
神政連は、国政選挙（主に参議院議員通常選挙）においてこれまで複数の候補者を推薦・応援してきた。
2005年（平成17年）の推薦者の基準として以下を挙げた。
- 皇室の伝統を尊重する者。
- 改憲論議を推進する者。
- 教育基本法の改正を含む教育改革に取り組む者。
- 安全保障体制の確立・領土問題の解決に取り組む者。
- 戦没者追悼のための新施設構想に反対する者。
- 夫婦別姓や男女共同参画社会の推進に反対する者。

下記の候補者を国会議員選挙で推薦・応援した。
- 1971(昭和46)年参院選：青木一男、黒住忠行、町村金五、藤原岩市（落選）、玉置和郎、平泉渉[49]
- 1974(昭和49)年参院選：源田実[49]
- 1977(昭和52)年参院選：堀江正夫、西村尚治、玉置和郎、黒住忠行（落選）[49]
- 1980(昭和55)年参院選：源田実、板垣正（日本遺族会事務局長）、村上正邦（生長の家政治連合国民運動本部長）[49]
- 1983(昭和58)年参院選：堀江正夫、柳川覚治[10]
- 1986(昭和61)年参院選：村上正邦、板垣正、永野茂門[10]
- 1989(平成元)年参院選：柳川覚治、田村秀昭[10]
- 1995(平成7)年参院選：小山孝雄[10]
- 1998(平成10)年参院選：村上正邦[10]
- 2001(平成13)年参院選：有村治子、尾辻秀久、桜井新[10]
- 2004(平成16)年参院選：水落敏栄、鈴木正孝、山谷えり子[10]
- 2007(平成19)年参院選：有村治子[50]
- 2010(平成22)年参院選：山谷えり子[49]
- 2013(平成25)年参院選：有村治子[49]
- 2016(平成28)年参院選：山谷えり子[51]
- 2019(令和元)年参院選：有村治子[13]